# Victoriaanse architectuur
De victoriaanse architectuur verwijst naar een aantal architectuurstijlen die werden gebruikt in het victoriaanse tijdperk. De bouwstijl is een combinatie van  verschillende stromingen en omvat onder andere neoclassicisme, neorenaissance, neogotiek, arts-and-craftsbeweging en neoromaans. De stijl kan per regio en periode variëren.
Steden met de hoogste concentratie victoriaanse architectuur zijn onder meer Londen, Boston, San Francisco, Glasgow, Sydney, Melbourne, Manchester, Mumbai, Pittsburgh en New Orleans. Rijke Europese kolonisten hebben in Amerika de victoriaanse stijl overgebracht, om zo hun rijkdom en status aan anderen te tonen.
Victoriaanse architectuur kenmerkt zich onder meer door decoratieve, gietijzeren elementen, balkons, hoge puntdaken, koperbeslag, golfplaten luifels, veranda's en glasdecoratie.

## Galerij

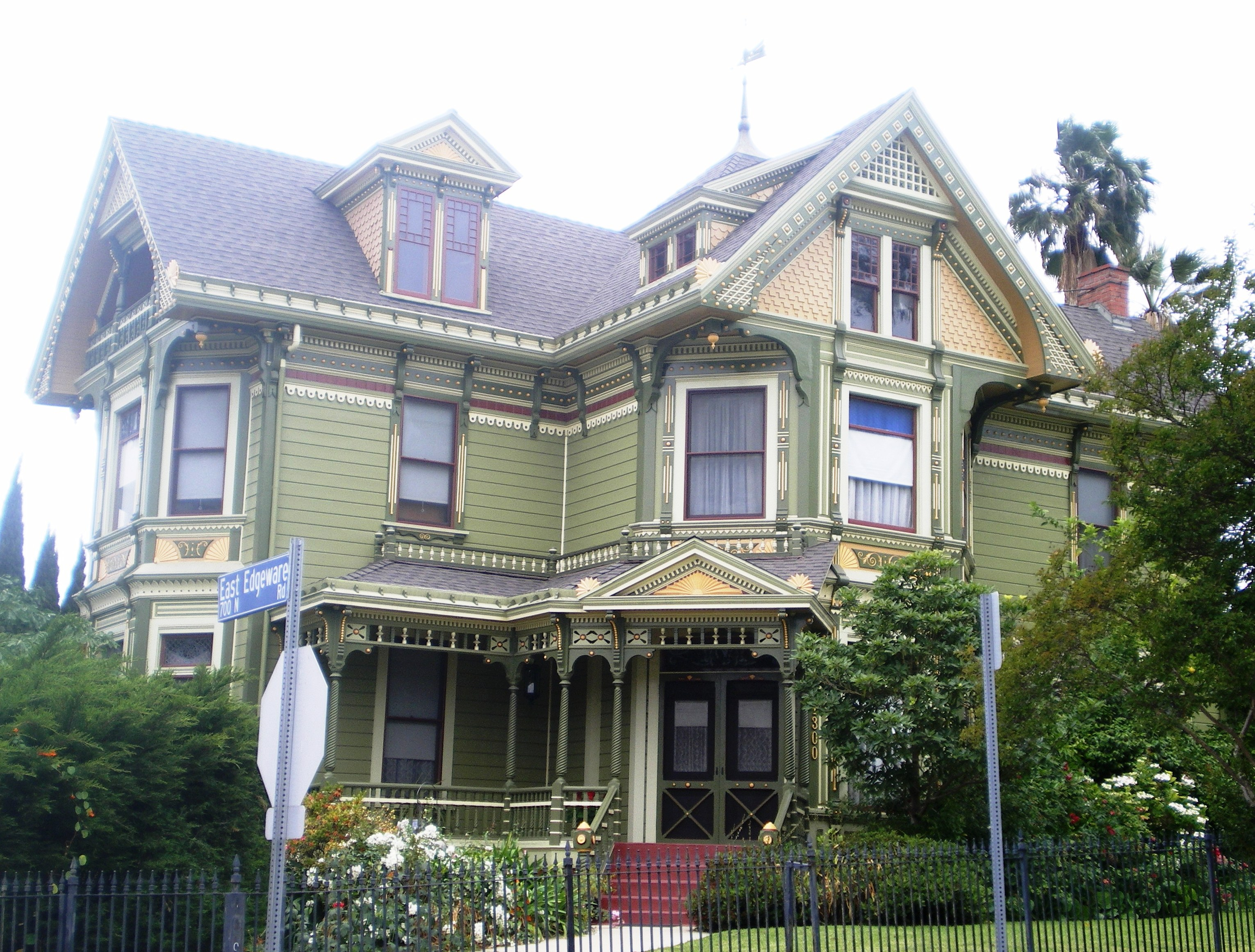
Een victoriaans huis in Los Angeles
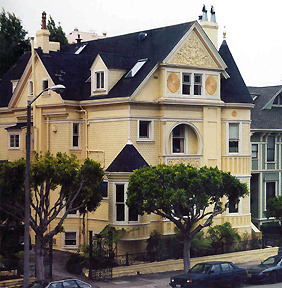
San Francisco
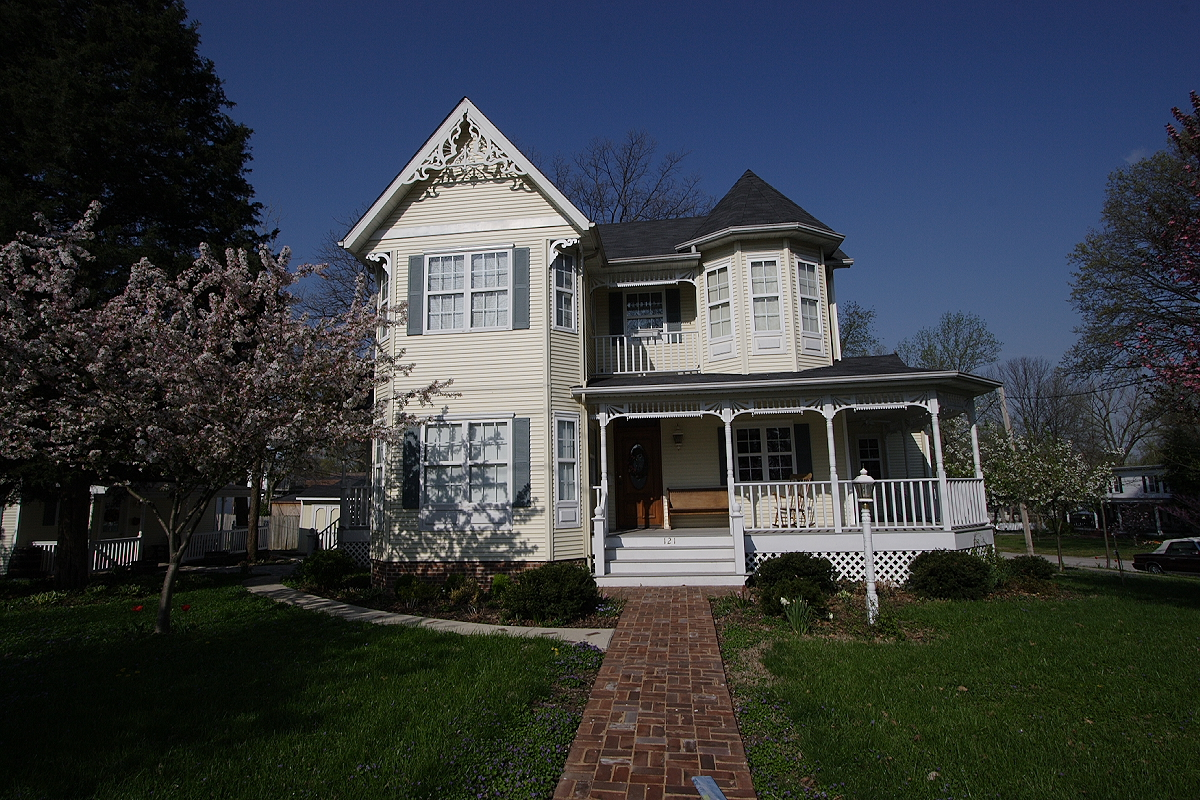
Lebanon, Illinois
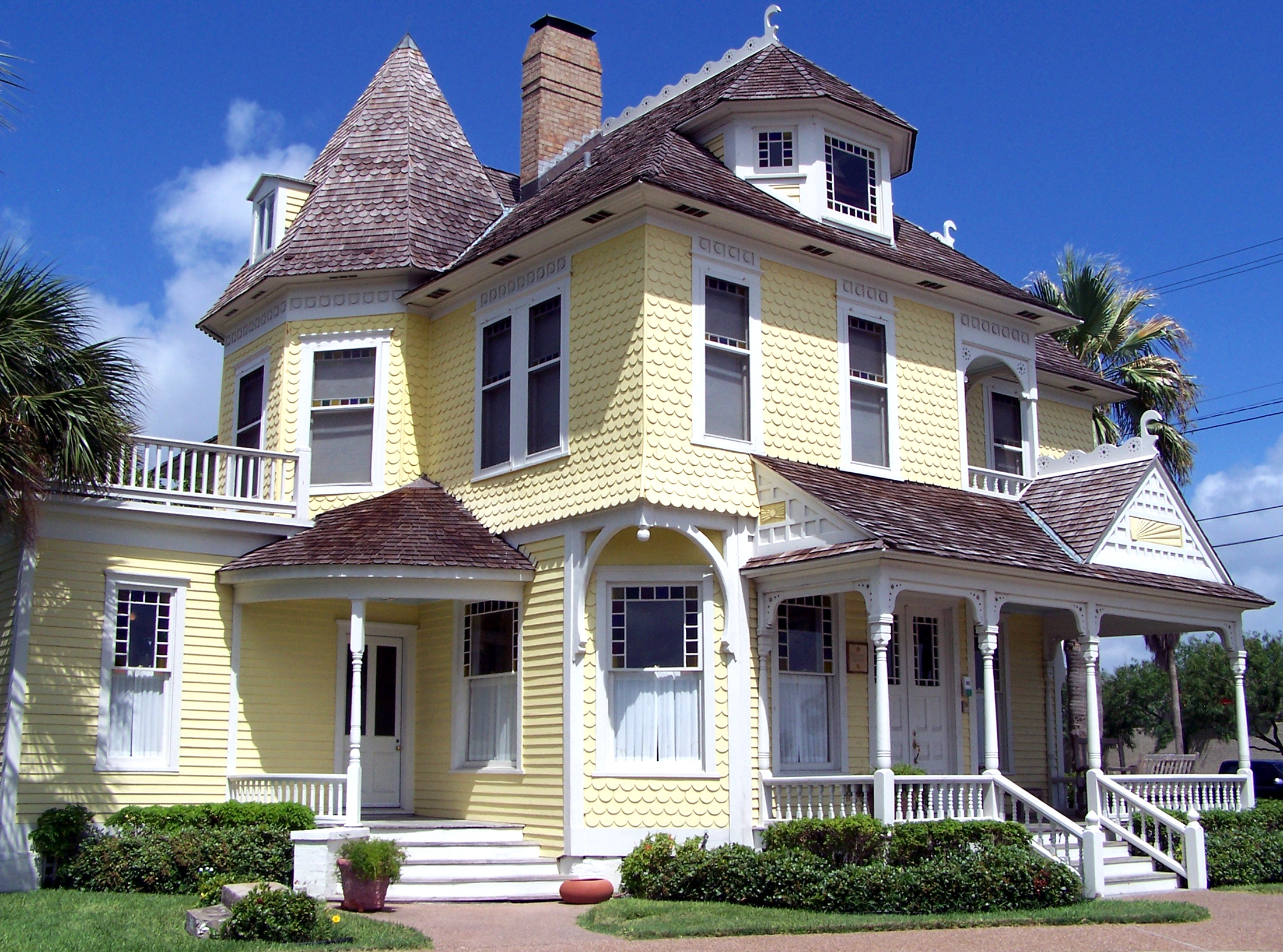
Rockport, Texas
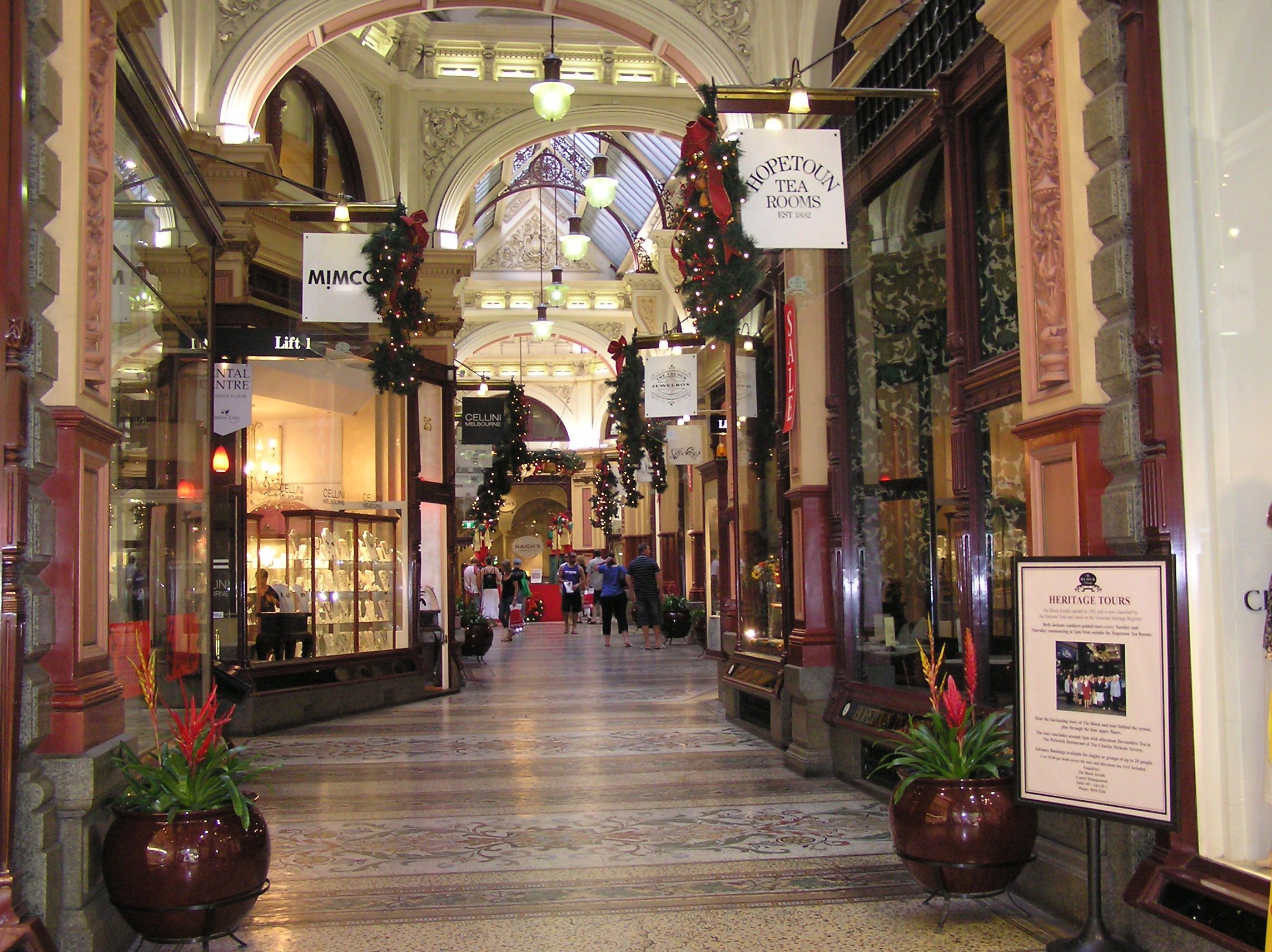
Block Arcade, Melbourne
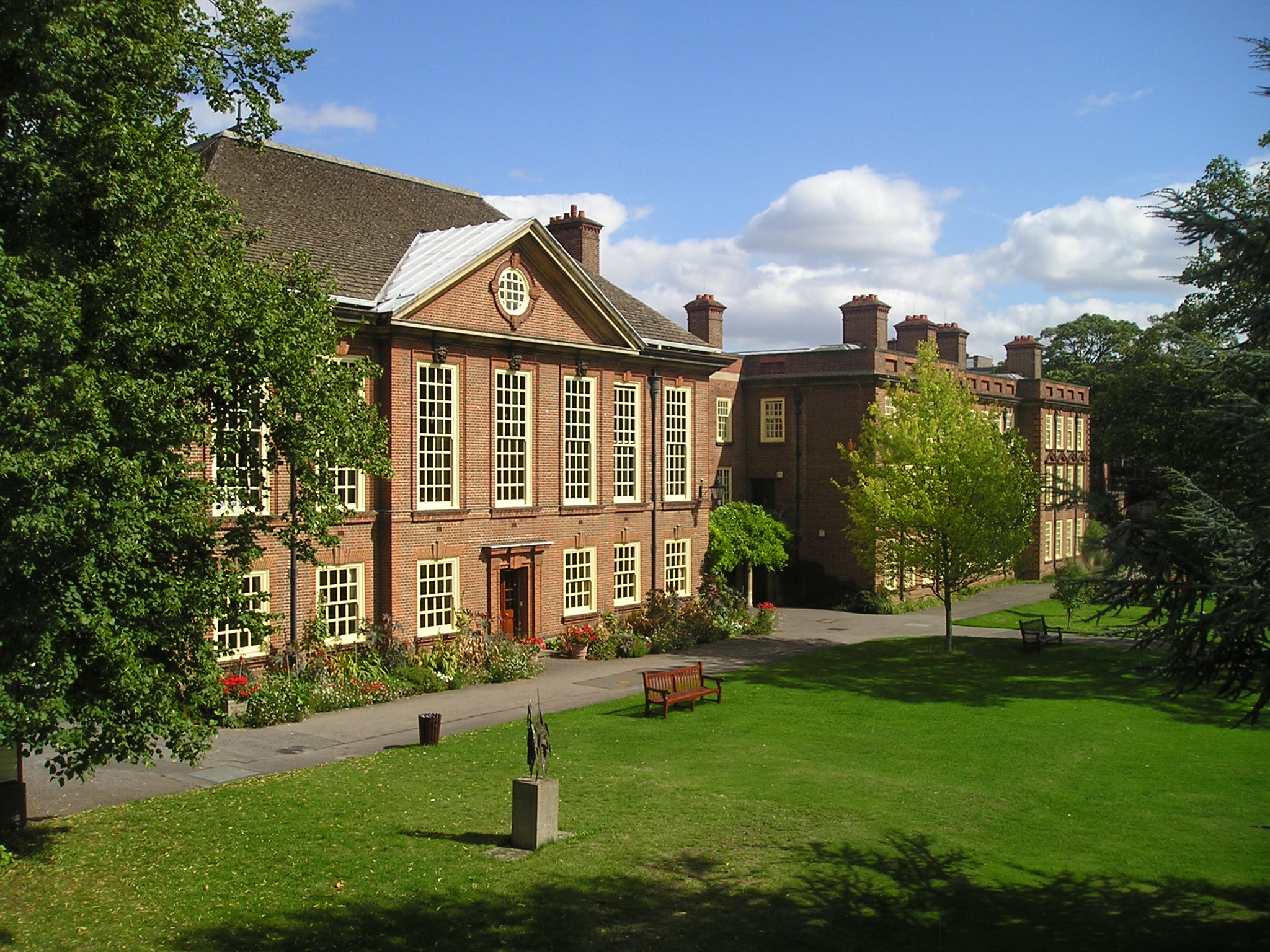
Somerville College, Oxford